# Chromocyphella
Chromocyphella es un género de hongos perteneciente a la familia Hymenogastraceae. El género tiene una amplia distribución y engloba cinco especies.